# Pachyloides taurus
Pachyloides taurus is een hooiwagen uit de familie Gonyleptidae.